# Вагон-буфет
Вагон-буфет — залізничний вагон, який поєднує купейний вагон з буфетом, призначеним для забезпечення харчуванням пасажирів під час руху. Включається до складу пасажирських поїздів.
Випускалися для Радянського Союзу заводами НДР: в 1963—1966 заводом VEB Waggonbau Ammendorf (вагони Ammendorf Typ 47 BD, 26 місць) і в 1985—1987 заводом VEB Waggonbau Görlitz (вагони Typ 47 BK / Ki, 16 місць).

## Конструктивні особливості
Вагон-буфет має типові для пасажирських вагонів ходові частини, гальмівне і автозчіпне обладнання. Всередині вагона розташовані 4-ри купе для пасажирів (16 місць). Туалетне приміщення з умивальником для пасажирів одне і розташоване поблизу купе провідників. Також є вагони-буфети з 18-ма купейними місцями, де 17-те і 18-те місця розташовані поруч з купе провідників.
Інший простір використовується під буфет, де є два столи для самостійного харчування пасажирів і відділення для буфетниці з бакалійними продуктами і підсобними приміщеннями.
Вагон-буфет обладнаний системою кондиціонування повітря і водяним опаленням з комбінованим електровугільним котлом. Електропостачання споживачів індивідуальне (від підвагонного генератора) або централізоване (від контактної мережі).